# 中国人的性格
《中国人的性格》（英語：Chinese Characteristics；亦有翻译为《中国人的脸谱》、《中国人的性情》、《中国人的气质》或《中国人的素质》，臺灣譯《中國人德行》）一书由美国公理会来华传教士明恩溥（阿瑟·亨德森·史密斯）撰写，并出版于1890年的清朝，4年后在美国出版。

## 概述
明恩溥认识到了中国文化的二十五种特征，他的这本书也包含了这二十五章，每个章的标题都是描述了一个特征，最后两章描述了宗教和社会。